# Simona Šaturová
Simona Houda Šaturová (* Bratislava) je operní a koncertní pěvkyně – sopranistka.

## Život
Narodila se v Bratislavě. Zde vystudovala konzervatoř u Miloslavy Fidlerové - Sopirové, dále se soukromě vzdělávala v Praze u docentky Soni Kresákové. Absolvovala kursy u Ileany Cotrubaş ve Vídni a u Margreety Honigové v Amsterdamu. S touto zpěvačkou a pedagožkou spolupracuje do současnosti. Žije v Praze.

## Spolupráce s dirigenty
Mezi dirigenty, se kterými spolupracovala, patří
- Alain Altinoglu
- Rolf Beck
- Jiří Bělohlávek
- Herbert Blomstedt
- Sylvain Cambreling
- Constantinos Carydis
- Charles Dutoit
- Christoph Eschenbach
- Adám Fischer
- Iván Fischer
- Lawrence Foster
- Rafael Frühbeck de Burgos
- Leopold Hager
- Martin Haselböck
- Philippe Herreweghe
- Christopher Hogwood
- Jakub Hrůša
- Manfred Honeck
- Louis Langrée
- Ondrej Lenárd
- Fabio Luisi
- Antonello Manacorda
- Sir Neville Marriner
- Paul Mauffray[2]
- Kent Nagano
- Tomáš Netopil
- Andrés Orozco-Estrada
- Krzysztof Penderecki
- Carlo Rizzi
- Helmuth Rilling
- Giacomo Sagripanti
- Krzysztof Urbański
- Jaap van Zweden.[1][3]

## Profilové operní role
K jejím profilovým rolím patří úlohy v operách:
- Donna Anna (Wolfgang Amadeus Mozart: Don Giovanni),
- Pamina (Wolfgang Amadeus Mozart: Kouzelná flétna),
- Susanna (Wolfgang Amadeus Mozart: Figarova svatba),
- Sandrina (Wolfgang Amadeus Mozart: La finta giardiniera),
- Konstanze (Wolfgang Amadeus Mozart: Únos ze serailu),
- Ilia (Wolfgang Amadeus Mozart: Idomeneo),
- Lucia (Gaetano Donizetti: Lucie z Lammermooru),
- Violetta (Giuseppe Verdi: La traviata),
- Gilda (Giuseppe Verdi: Rigoletto),
- Oscar (Verdi: Un ballo in maschera),
- Rosina (Gioacchino Rossini: Lazebník sevillský),
- Madama Cortese (Gioacchino Rossini: Il viaggio a Reims),
- Giulietta (Vincenzo Bellini: I Capuleti e i Montecchi),
- Rosalinda a Adele (Johann Strauss mladší: Netopýr),
- Ariadna (Bohuslav Martinů: Ariadna).

## Operní scény
Hostovala na scénách: 
- Theatre Royal de la Monnaie, Brusel
- Semperoper Dresden,
- Theater an der Wien,
- Oper Frankfurt,
- Teatro Colón v Buenos Aires,
- Théâtre du Châtelet v Paříži,
- Opéra de Monte Carlo,
- Megaron Atheny,
- Aalto-Musiktheater Essen,
- Národní divadlo v Praze,
- Slovenské národné divadlo
- a na řadě scén v Japonsku.

## Koncertní repertoár
Stěžejní koncertní repertoár zahrnuje následující díla:
- Ludwig van Beethoven: Missa solemnis a Symfonie č.9,
- Joseph Haydn, Stvoření světa,
- Gioacchino Rossini: Stabat mater,
- Antonín Dvořák: Requiem, Stabat mater a Te Deum,
- Gustav Mahler: Symfonie č.2 a Symfonie č.4,
- Felix Mendelssohn-Bartholdy: Eliáš (op. 70) a Symfonie č. 2 B dur Chvalozpěv (op. 52),
- Karol Szymanowski: Stabat Mater, op. 53,
- Igor Stravinskij Les Noces.

## Spolupráce s orchestry
Spolupracovala s orchestry: 
- Boston Symphony Orchestra
- London Philharmonic Orchestra
- Pittsburgh Symphony Orchestra
- Philadelphia Orchestra
- Münchner Philharmoniker
- Israel Philharmonic Orchestra
- Toronto Symphony Orchestra
- Orchestre de Paris
- NDR Elbphilharmonie Orchester
- Tonhalle Orchester Zürich
- Danish National Symphony Orchestra
- Oslo Philharmonien
- Česká filharmonie
- Orchestra of the Age of Enlightenment
- Orchestra dell’ Accademia Nazionale de Santa Cecilia
- Orchestre National de Lyon
- Dallas Symphony Orchestra
- Baltimor Symphony Orchestra
- Bamberger Symphoniker
- Prague Philharmonia-PKF
- NHK Symphony Orchestra Tokyo
- Tokyo Metropolitan Symphony Orchestra
- Mozarteumorchester Salzburg
- Deutsches Symphonie Orchester Berlin
- Slovenská filharmónia
- Orchestre des Champs-Élysées
- Collegium 1704
- Collegium Marianum
- RIAS-Kammerchor
- Český filharmonický sbor Brno
- Filharmonie Brno[2]

## Vystoupení na festivalech
Úspěšně vystoupila na renomovaných festivalech:
- Salcburský festival,
- Lucerne Festival,
- Tanglewood Music Festival,
- Rheingau Music Festival,
- Schleswig-Holstein Musik Festival,
- Edinburgh Festival,
- Kissinger Sommer,
- Wiener Frühlingfestival,
- Pražské jaro,
- Beethoven Easter Festival,
- Festival Internazionale di Musica e Arte Sacra Roma,
- Oregon Bach Festival,
- Bratislavské hudobné slávnosti

a v koncertních sálách Carnegie Hall v New Yorku, Suntory Hall v Tokiu, Tonhalle v Zürichu, Gasteig a Herkulessaal v Mnichově, Salle Pleyel v Paříži, Tel Avivu, Dallasu, Torontu, Oslo, Zürichu.

## Pracovní vytížení

### 2006
Těžištěm mozartovského roku 2006 byla pro sopranistku spolupráce s Helmuthem Rillingem, která vrcholila na Salzburger Festspiele. Mozartovu Velkou mši c-moll spolu dále uvedli na turné v Izraeli, Německu, Venezuele, Kanadě a USA. V tomto roce rovněž účinkovala při znovuotevření slavné pařížské Salle Pleyel v Mahlerově Symfonii č. 2 pod taktovkou Christopha Eschenbacha. Na Schleswig-Holstein Musik Festival vystoupila v Pašijích svatého Lukáše (Pasja według św. Łukasza) Krzysztofa Pendereckiého pod taktovkou autora. V Oper Frankfurt debutovala jako Pamina pod taktovkou Constantinose Carydise.

### 2007
V roce 2007 vystoupila pod taktovkou Christopha Eschenbacha s Philadelphia Orchestra v Mahlerově Symfonii č. 2 ve Verizon Hall (Filadelfie) a v Carnegie Hall (New York). Záznam z koncertu vyšel jako CD u vydavatelství Ondine. Dále vystoupila na Oregon Bach Festival, turné v rámci Schleswig-Holstein Musik Festival, koncertovala v Torontu, Detroite, Varšave, Berlíně a Kodani. 

### 2008
V roce 2008 absolvovala turné po Německu s barytonistou Thomasem Quasthoffem v oratoriu Eliáš (op. 70) Felixe Mendelssohna-Bartholdyho pod taktovkou H. Rillinga. Jako stálý host Frankfurtské opery ztvárnila role Madam Cortese v Cestě do Remeše a Oscara v Maškarním plese. Pro Národní divadlo nastudovala Sandrinu (La finta giardiniera W. A. Mozarta) v inscenaci manželů Ursely a Karla-Ernsta Herrmannových.

### 2009
V roce 2009 vystoupila na novoročním koncertu Haydnova Stvoření s London Philharmonic Orchestra pod vedením Adama Fischera. Jako host vystoupila na recitálu Bryna Terfela v Praze dne 13. ledna 2009. Mozartovu Velkou mši c-moll mši zpívala pro papeže Benedikta XVI. při příležitosti jeho 85. narozenin. Koncert ze Sixtínské kaple byl přenášen celosvětově. V létě absolvovala turné (Siena, Saintes, Edinburgh, Eberbach, Varšava, St.Sebastian) s Philippe Herreweghem a jeho Orchestre des Champs-Élysées s oratoriem Eliáš Felixe Mendelssohna-Bartholdyho. Hostovala také v japonské Osace s kantátou Carmina burana Carla Orffa pod taktovkou Eiji Oue a dále spolupracovala s Münchner Rundfunkorchester (Tonu Kaljuste), NDR Radiophilharmonie (Andrew Manze), Kammerorchester Basel (Rolf Beck), Staatsorchester Stuttgart (Manfred Honeck)

### 2010
V roce 2010 zahájila dlouholetou spolupráci s Královskou operou La Monnaie v Bruselu v roli Ilia (Idomeneo). Ve frankfurtské opeře ztvárnila titulní roli v opeře Lucia di Lammermoore. Debutovala s Mnichovskou filharmonií (Christopher Hogwood), Royal Liverpool Philharmonic Orchestra (Vasily Petrenko), NDR –Sinfonieorchester (Lothar Zagrosek).

### 2011
V roce 2011 účinkovala jako Sandrina v koprodukci bruselské Královské opery La Monnaie a ND v představení La finta giardiniera W. A. Mozarta, v Národním divadle účinkovala v nové produkci Únosu ze serailu jako Konstanze. S Mnichovskou filharmonií uvedla pod taktovkou Ivána Fischera Mahlerovu Symfonii č. 2, absolvovala turné po Turecku a Španělsku v rámci Schleswig-Holstein Musik Festivals (SHMF) pod taktovkou Christopha Eschenbacha a Rolfa Becka. Spolupodílela se na uvedení Mahlerovy Symfonie tisíců č.8 v O2 arénách v Praze, Hamburku a Hannoveru. Na pohřbu Václava Havla spoluúčinkovala s Českou filharmonií a Jiřím Bělohlávkem na uvedení Dvořákova Rekviem.

### 2012
V roce 2012 účinkovala při znovuotevření Reduty ve Slovenské filharmonii (Emmanuel Villaume), debutovala jako Adina v Slovenském národním divadle. Koncertovala v Oslu, Bambergu, Lyonu. V Dallasu, účinkovala jako Marzelline v koncertním provedení Beethovenovy opery Fidelio pod vedením Jaap van Zwedena. V Aalto-Musiktheater debutovala jako Konstanze a v Královské opeře La Monnaie v Bruselu jako Violetta v inscenaci režiséra Andrey Breth pod taktovkou Adáma Fischera.

### 2013
V roce 2013 nastudovala pro Národní divadlo Aristeu (L‘Olimpiade Josefa Myslivečka) s Collegiem 1704 a Václavem Luksem, v této roli účinkovala také v Caen a Luxemburgu. V bruselské opeře účinkovala jako Servilia (Titus W. A. Mozarta). Spoluúčinkovala s Mariuszem Kwieczenem na galakoncertech v Praze a Bratislavě. Účinkova na koncertech v Pittsburghu (Pittsburgh Symphony Orchestra, dirigent: Manfred  Honeck, Gregg Baker, baryton), Berlíně (I. Fischer), Kolíně nad Rýnem a Essenu (L. Hussain)

### 2014
V roce 2014 hostovala v Aalto-Musiktheater Essen jako Violetta, Adina a debutovala jako Donna Anna a také v roli Elektry v Mozartově Idomeneovi, oboje pod taktovkou Tomáše Netopila. V Bruselu účinkovala jako Gilda (Giuseppe Verdi: Rigoletto) v inscenaci Roberta Carsena pod vedením Carla Rizziho. Hostovala v Theater an der Wien Aristea (L’olimpiade). Na Pražském jaru zpívala sólový recitál s Collegiem 1704 a Václavem Luksem. Pro vydavatelství Nibiru natočila sólové album Decade z tvorby W. A. Mozarta a J. Myslivečka s dirigentem Zdeňkem Klaudou.

### 2015
Rok 2015 zahájila Novoročnými koncerty s Mnichovskou filharmonií a Manfredem Honeckem. V Baltimoru uvedla Velkou c-moll mši W. A. Mozarta pod vedením Masaaki Suzuki, v Pittsburghu Beethovenovou 9. Symfonii s M. Honeckem. V Praze vystoupila s Českou filharmonií a Jiřím Bělohlávkem v Mahlerově 2. symfonii; toto provedení bylo zaznamenáno a vydáno na CD. V Národním divadle vstoupila jako Violetta a Donna Anna. Vystoupila na festivalech Styriarte v Rakousku (A. Dvořák), San Sebastian (W. A. Mozart), Viva Musica! (Mozart, Mysliveček) a koncertech s Tonhalle-Orchester Zürich a Donaldem Runnicles (G. Rossini), v Budapešti s Hungarian Radio Orchestra a Tomášem Netopilem (A. Dvořák), s Gewandhausorchestrem Lipsko a Herbertem Blomstedtem, s kterým uvedla Beethovenovou 9. symfonii, která byla rovněž nahrána na CD a DVD.

### 2016
V roce 2016 se opětovně vrátila k Mnichovské filharmonii (Münchner Philharmoniker), se kterou vystoupila ve skladbách Karola Szymanowského v Královské opeře v Bruselu. Dále nastudovala roli Ismene v Mitridate, re di Ponto W. A. Mozarta. Účinkovala na festivalech Beethoven Easter Festival ve Varšavě (L. van Beethoven, G. Rossini), Kissinger Sommer (G. Rossini), Tanglewood Musik Festival, kde debutovala s Boston Symphony Orchestra pod vedením Charles Dutoita (G. Rossini). Dále účinkovala na koncertech ve Vídni, v Lipsku, Kodani, Hamburku, Valencii, Alicante a na sérii koncertů v Tokyu s NHK Symphony Orchestra s Herbertem Blomstedtem (L. van Beethoven) 

### 2017
V roce 2017 debutovala jako Konsanze v Únosu ze serailu v drážďanské Semperoper. Pro bruselskou Královskou operu nastudovala roli Lucio Cinna v Lucio Silla W. A. Mozarta. Jako Donna Anna spoluúčinkovala na koncertním uvedení opery Don Giovanni s Bamberger Symphoniker pod taktovkou Jakuba Hrůši v Bamberku, Hannoveru a v Elbphilharmonii v Hamburku. V Bratislavě natočila se Symfonickým orchestrom slovenského rozhlasu písňový cyklus Ad astra Eugena Suchoně a v Praze kompletní Moravské dvojzpěvy Antonína Dvořáka. Ve vídeňském Konzerthausu a na festivalu Dvořákova Praha uvedla Dvořákovo Te Deum s Vídeňskými symfoniky a Tomášem Netopilem. V Berlíně pod vedením Jakuba Hrůši zpívala ve Dvořákově Stabat Mater, v Kodani s Fabio Luisim Das Buch mit sieben Siegeln Franze Schmidta. Rok ukončila s Mnichovskou filharmonií pod vedením Krzysztofa Urbańskeho (L. van Beethoven) 

### 2018
V roce 2018 spolupracovala opětovně s Jakubem Hrůšou a s Bamberger Symphoniker na uvedení 2. symfonie G. Mahlera. V Aalto Musiktheater Essen v obnovené premiéře ztvárnila Konstanzi pod taktovkou Tomáše Netopila. V Pittsburghu pod vedením Manfreda Honecka debutovala v Rekviem Giuseppe Verdiho. Na Salzburger Festspiele uvedla sopránový part v oratoriu Kristus na hoře Olivetské Ludwiga van Beethovena s Mozarteumorchester Salzburg pod vedením Riccarda Minasiho.

### 2023
V rámci Dnů Bohuslava Martinů 2023 vystoupila v prosinci 2023 v pražském Rudolfinu v koncertním provedení opery Ariadna. Opera byla provedena v obsazení: Simona Šaturová (Ariadna), Peter Kellner (Theseus), Richard Samek (Burún), Jozef Benci (Minotaurus), Richard Novák (Stařec) a členové Pražského filharmonického sboru se sbormistryní Šárkou Csölle Knížetovou. Českou filharmonii řídil Tomáš Netopil.

## CD nahrávky (výběr)
- Antonín Dvořák: Moravské dvojzpěvy, Simona Šaturová, Markéta Cukrová, Petr Nekoranec, Vojtěch Spurný – klavír, nahráno ve dnech 3. – 8. července 2017 v Muzeu Antonína Dvořáka v Praze na historickém klavíru Bösendorfer, který patřil skladateli. Supraphon, vydáno 2018.[26][27]
- Jakub Jan Ryba: Stabat mater, Simona Šaturová, Markéta Cukrová, James Kryshak, Adam Plachetka, L’armonia Terrena, Martinů Voices Zdeněk Klauda (dirigent) Nibiru (2016)[34]
- Bohuslav Martinů: Ariadna, Essener Philharmoniker, Tomáš Netopil (dirigent), Simona Šaturová (Ariadna), Zoltán Nagy (Théseus), Baurzhan Anderzhanov (Mínotaurus), Abdellah Lasri (Burún), Tijl Faveyts (Stařec), sólisté sboru Aalto- Theater Essen Choir (Jinoši z Athén), Supraphon (2016, živá nahrávka)[35]
- Wolfgang Amadeus Mozart, Josef Mysliveček, Decade, Simona Šaturová, L’armonia Terrena, Zdeněk Klauda (dirigent), Nibiru (2014)
- Carl Orff, Carmina burana, Simona Šaturová, Benjamin Bruns, Dominik Köninger, Klavierduo Önder, Martin Grubinger&The Percussive Planet Ensemble, Schleswig-Holstein Festival Chor, Rolf Beck (dirigent) SONY (2011)[36]
- Gustav Mahler, 2. symfonie Resurrection, The Philadelphia Orchestra, dirigent Christoph Eschenbach, Simona Šaturová (soprán), Yvonne Naef Mezzo (soprán), Philadelphia Singers Chorale, Philadelphia Orchestra. Ondine (2007, živá nahrávka)[37]
- Wolfgang Amadeus Mozart, Sacred Music, Čeští komorní sólisté (umělecký vedoucí Ivan Matyáš), Český filharmonický sbor (komorní sbor), Petr Fiala – dirigent, sbormistr, ARCO DIVA UP0101 (2007)[38]
- Joseph Haydn, Theresienmesse, Roxana Constantinescu (alt), Corby Welch (tenor), Yorck Felix Speer (bas), Oregon Bach Festival Chorus, Oregon Bach Festival Orchestra, Helmuth Rilling (dirigent), Hänssler CLASSIC 98.509 (2007)[39]
- Camille Saint-Saëns: Oratorio de Nöel, Bachchor Mainz, L’Arpa Festante, Ralf Otto (dirigent), SONY BMG MUSIC ENTERTAINMENT 88697366582 (2008)[40]
- Johann Adolf Hasse: Requiem in Es – Miserere in d, Dresdner Barockorchester, Dresdner Kammerchor, Hans-Christoph Rademann (dirigent), Simona Houda-Saturová (soprán), Marlen Herzog a Britta Schwarz (alt), Michael Schaffrath a Eric Stokloßa (tenor), Gotthold Schwarz (bas)* Carus-Verlag 83.175 (2005)[41]

## Ocenění
Je držitelkou Ceny Thálie 2001 za ztvárnění role Giulietty v opeře Vincenza Belliniho Kapuleti a Montekové.
V roce 2007 získala v rámci festivalu SHMF (Schleswig-Holstein Musik Festival) v Lübecku Cenu Nadace Charlotty a Waltera Hamelových za vynikající pěvecké výkony (Förderpreis der Walter und Charlotte Hamel-Stiftung).

### Oceněné nahrávky
- Nahrávka vydavatelství Carus Verlag z roku 2005 Requiem & Miserere Johanna Adolfa Hasseho získala ocenění německých kritiků Preis der Deutschen Schallplatten Kritik.[44]
- Sólové album vydavatelství Orfeo z roku 2009 Haydn Arias získalo ocenění Editor‘s Choise magazínu Gramophone.[45]
- Nahrávka vydavatelství Accentus z roku 2016 Komplete Symphonies Ludwiga van Beethovena získala ocenění německých kritiků Preis der Deutschen Schallplatten Kritik 4/2017[46]
- Nahrávka vydavatelství Nibiru Stabat mater Jakuba Jana Ryby získala ocenění Diapason d’or (4/2017)[47]